# Psaphida resumens
Psaphida resumens är en fjärilsart som beskrevs av Walker 1865. Psaphida resumens ingår i släktet Psaphida och familjen nattflyn. Inga underarter finns listade i Catalogue of Life.